# Convocazioni per il campionato mondiale maschile di pallamano 2023
Elenco dei giocatori convocati da ciascuna Nazionale partecipante al campionato mondiale maschile di pallamano 2023.

## Girone A

### Cile
La squadra è stata annunciata il 27 dicembre 2022.
Head coach:  Aitor Etxaburu
| N. | Pos. | Nome                  | Data di nascita (età)       | Altezza | Pres. | Reti | Squadra                 |
| -- | ---- | --------------------- | --------------------------- | ------- | ----- | ---- | ----------------------- |
| 1  | GK   | Réne Oliva            | 3 luglio 1987 (35 anni)     | 1.96 m  | 0     | 0    | Balonmano Ovalle        |
| 2  | LW   | Sebastián Ceballos    | 1º luglio 1992 (30 anni)    | 1.76 m  | 81    | 143  | CD Balopal              |
| 4  | LB   | Erwin Feuchtmann      | 2 maggio 1990 (32 anni)     | 1.90 m  | 86    | 461  | Fenix Toulouse Handball |
| 6  | CB   | Arian Delgado         | 25 agosto 2001 (21 anni)    | 1.80 m  | 5     | 9    | Liceo Nacional de Maipu |
| 8  | LB   | Simón Aguilera        | 11 ottobre 1997 (25 anni)   | 1.96 m  | 0     | 0    | Schwarz-Rot-Aachen      |
| 9  | P    | Javier Frelijj        | 28 gennaio 1991 (31 anni)   | 1.91 m  | 78    | 95   | Balonmano Ovalle        |
| 10 | CB   | Emil Feuchtmann       | 1º giugno 1983 (39 anni)    | 1.78 m  | 157   | 431  | CB Alicante             |
| 11 | P    | Esteban Salinas       | 18 gennaio 1992 (30 anni)   | 1.83 m  | 93    | 350  | BM Granollers           |
| 12 | GK   | Felipe García         | 26 ottobre 1993 (29 anni)   | 1.90 m  | 66    | 4    | Italiano BM             |
| 13 | RB   | Diego Pérez           | 3 ottobre 2001 (21 anni)    | 1.81 m  | 0     | 0    | KH Kopřivnice           |
| 14 | P    | Benjamin Illesca      | 4 febbraio 2000 (22 anni)   | 1.96 m  | 7     | 4    | Boa-Hora                |
| 16 | GK   | Vicente González      | 30 settembre 1999 (23 anni) | 1.92 m  | 34    | 0    | Club Balonmano Soria    |
| 17 | RB   | Rodrigo Salinas Muñoz | 25 febbraio 1989 (33 anni)  | 1.89 m  | 115   | 403  | Bidasoa Irun            |
| 22 | CB   | Matias Payá           | 31 marzo 2000 (22 anni)     | 1.76 m  | 0     | 0    | Canteras U.D.           |
| 28 | RW   | Luciano Scaramelli    | 23 aprile 2002 (20 anni)    | 1.82 m  | 0     | 0    | Pallamano Trieste       |
| 32 | LW   | Danilo Salgado        | 1º giugno 1998 (24 anni)    | 1.79 m  | 9     | 12   | DPV Kutral              |
| 44 | LB   | Aaron Codina          | 19 febbraio 1999 (23 anni)  | 1.93 m  | 16    | 23   | Polisportiva Cingoli    |
| 55 | RW   | Francisco Ahumada     | 19 luglio 2001 (21 anni)    | 1.74 m  | 0     | 0    | SSV Bozen Loacker       |
| 77 | LB   | Víctor Donoso         | 27 novembre 1990 (32 anni)  | 1.90 m  | 78    | 61   | Club Balonmano Triana   |
| 88 | RB   | Emilio Valenzuela     | 14 maggio 1999 (23 anni)    | 1.85 m  | 4     | 5    | Boavista                |

### Iran
La squadra è stata annunciata il 22 dicembre 2022.
Head coach:  Veselin Vujović
| N. | Pos. | Nome                     | Data di nascita (età)       | Altezza | Pres. | Reti | Squadra                  |
| -- | ---- | ------------------------ | --------------------------- | ------- | ----- | ---- | ------------------------ |
| 2  | LW   | Mojtaba Heidarpour       | 20 settembre 1988 (34 anni) | 1.80 m  | 130   | 800  | Foolad Mobarakeh Sepahan |
| 4  | RW   | Milad Ghalandari         | 23 agosto 1998 (24 anni)    | 1.80 m  | 46    | 164  | Foolad Mobarakeh Sepahan |
| 7  | CB   | Pouya Norouzinejad       | 23 giugno 1994 (28 anni)    | 1.88 m  | 130   | 500  | VfL Eintracht Hagen      |
| 9  | P    | Yasin Kabirianjoo        | 2 luglio 1994 (28 anni)     | 1.93 m  | 20    | 20   | Foolad Mobarakeh Sepahan |
| 10 | P    | Kiarash Taheri           | 13 settembre 1999 (23 anni) | 1.96 m  | 14    | 36   | Giti Pasand Esfahan      |
| 13 | LB   | Mehdi Mousavi            | 9 aprile 1989 (33 anni)     | 1.88 m  | 200   | 200  | Mes Kerman               |
| 14 | P    | Salaman Barbat           | 16 marzo 1990 (32 anni)     | 1.86 m  | 100   | 400  | Mes Kerman               |
| 16 | GK   | Mohammad Siavoshi        | 2 aprile 1985 (37 anni)     | 1.95 m  | 130   | 0    | Foolad Mobarakeh Sepahan |
| 18 | RB   | Saber Heidari            | 25 marzo 2004 (18 anni)     | 1.91 m  | 14    | 20   | Foolad Mobarakeh Sepahan |
| 21 | RW   | Ali Shirani              | 31 agosto 1993 (29 anni)    | 1.81 m  | 20    | 42   | Giti Pasand Esfahan      |
| 22 | GK   | Ali Rahimi               | 6 gennaio 1992 (31 anni)    | 1.95 m  | 20    | 0    | Shahid Shameli Kazeroon  |
| 23 | RB   | Mohammad Reza Oraei      | 4 agosto 1999 (23 anni)     | 1.94 m  | 25    | 40   | Foolad Mobarakeh Sepahan |
| 24 | CB   | Mohammad Mehdi Behnamnia | 2 dicembre 1998 (24 anni)   | 1.86 m  | 10    | 30   | Foolad Mobarakeh Sepahan |
| 28 | LW   | Mohammad Reza Kazemi     | 20 gennaio 2001 (21 anni)   | 1.86 m  | 5     | 40   | Shahid Shameli Kazeroon  |
| 31 | RB   | Vahid Masoudi            | 1º maggio 1997 (25 anni)    | 1.92 m  | 12    | 20   | Foolad Mobarakeh Sepahan |
| 32 | RW   | Mohammad Kiani           | 10 ottobre 1992 (30 anni)   | 1.90 m  | 20    | 30   | Foolad Mobarakeh Sepahan |
| 33 | CB   | Mehrdad Samsami          | 26 febbraio 1991 (31 anni)  | 1.94 m  | 152   | 89   | Shahid Shameli Kazeroon  |
| 34 | LW   | Ali Shayesteh            | 3 giugno 1992 (30 anni)     | 1.94 m  | 20    | 52   | Zoghal Sang Tabas        |
| 35 | LB   | Reza Yadegari            | 15 aprile 2000 (22 anni)    | 1.96 m  | 0     | 0    | Mes Kerman               |
| 44 | LB   | Afshin Sadeghi           | 25 marzo 1993               | 1.98 m  | 90    | 300  | Foolad Mobarakeh Sepahan |
| 69 | GK   | Omid Reza Sarpoushi      | 9 marzo 1998 (24 anni)      | 1.90 m  | 20    | 4    | Mes Kerman               |
| 77 | LB   | Shahab Sadeghzadeh       | 28 marzo 1994 (28 anni)     | 1.92 m  | 80    | 100  | Foolad Mobarakeh Sepahan |
| 99 | P    | Ali Kouhzad              | 19 dicembre 1996 (26 anni)  | 1.98 m  | 4     | 12   | Shahid Shameli Kazeroon  |

### Montenegro
La squadra è stata annunciata il 31 dicembre 2022.
Head coach:  Zoran Roganović
| N. | Pos. | Nome                 | Data di nascita (età)      | Altezza | Pres. | Reti | Squadra               |
| -- | ---- | -------------------- | -------------------------- | ------- | ----- | ---- | --------------------- |
| 1  | GK   | Nikola Matović       | 8 maggio 1998 (24 anni)    | 1.98 m  | 4     | 0    | Amo Handboll          |
| 4  | LW   | Aleksandar Bakić     | 3 settembre 2000 (22 anni) | 1.93 m  | 9     | 25   | RK NEXE Našice        |
| 6  | LW   | Miloš Vujović        | 5 settembre 1993 (29 anni) | 1.82 m  | 46    | 132  | Füchse Berlino        |
| 8  | P    | Vuk Lazović          | 10 marzo 1988 (34 anni)    | 1.94 m  | 15    | 32   | Kuwait SC             |
| 9  | CB   | Radojica Čepić       | 29 luglio 2002 (20 anni)   | 1.95 m  | 25    | 21   | HSG Wetzlar           |
| 11 | RB   | Branko Vujović       | 20 aprile 1998 (24 anni)   | 1.96 m  | 12    | 32   | TSV Hannover-Burgdorf |
| 13 | RW   | Mirko Radović        | 15 giugno 1990 (32 anni)   | 1.89 m  | 43    | 76   | RK Eurofarm Pelister  |
| 16 | GK   | Nebojša Simić        | 19 gennaio 1993 (29 anni)  | 1.94 m  | 33    | 0    | MT Melsungen          |
| 17 | CB   | Vasilije Kaluđerović | 3 ottobre 1998 (24 anni)   | 1.94 m  | 6     | 15   | 1. VfL Potsdam        |
| 20 | CB   | Stevan Vujović       | 7 aprile 1990 (32 anni)    | 1.93 m  | 32    | 67   | CS Minaur Baia Mare   |
| 21 | LB   | Vasko Ševaljević     | 21 giugno 1988 (34 anni)   | 1.93 m  | 54    | 156  | Redbergslids IK       |
| 23 | CB   | Božidar Simić        | 14 giugno 1997 (25 anni)   | 1.90 m  | 4     | 7    | RK Metaloplastika     |
| 24 | LB   | Miloš Božović        | 10 dicembre 1994 (28 anni) | 1.95 m  | 28    | 62   | US Ivry Handball      |
| 25 | RW   | Marko Lasica         | 30 aprile 1988 (34 anni)   | 1.90 m  | 49    | 156  | Redbergslids IK       |
| 26 | RB   | Risto Vujačić        | 4 dicembre 1993 (29 anni)  | 1.97 m  | 7     | 11   | Hapoel Ashdod         |
| 32 | CB   | Božo Anđelić         | 16 marzo 1992 (30 anni)    | 1.86 m  | 28    | 57   | Motor Zaporizhzhia    |
| 90 | P    | Nemanja Grbović      | 26 aprile 1990 (32 anni)   | 1.90 m  | 52    | 187  | Steaua București      |

### Spagna
La squadra è stata annunciata il 30 dicembre 2022.
Head coach:  Jordi Ribera
| N. | Pos. | Nome                    | Data di nascita (età)       | Altezza | Pres. | Reti | Squadra               |
| -- | ---- | ----------------------- | --------------------------- | ------- | ----- | ---- | --------------------- |
| 1  | GK   | Gonzalo Pérez de Vargas | 10 gennaio 1991 (32 anni)   | 1.89 m  | 153   | 15   | Barça                 |
| 4  | P    | Iñaki Peciña            | 31 maggio 1998 (24 anni)    | 2.00 m  | 38    | 22   | Pays d'Aix UC         |
| 5  | RB   | Jorge Maqueda           | 6 febbraio 1988 (34 anni)   | 1.97 m  | 181   | 460  | HBC Nantes            |
| 6  | LW   | Ángel Fernández Pérez   | 16 settembre 1988 (34 anni) | 1.93 m  | 101   | 301  | Limoges Handball      |
| 10 | RB   | Alex Dujshebaev         | 17 dicembre 1992 (30 anni)  | 1.88 m  | 129   | 366  | Łomża Vive Kielce     |
| 12 | GK   | Rodrigo Corrales        | 24 gennaio 1991 (31 anni)   | 2.00 m  | 111   | 4    | Telekom Veszprém      |
| 14 | RW   | Ferran Solé             | 25 agosto 1992 (30 anni)    | 1.93 m  | 89    | 347  | Paris Saint-Germain   |
| 17 | P    | Adrià Figueras          | 31 agosto 1988 (34 anni)    | 1.93 m  | 109   | 293  | C' Chartres MHB       |
| 18 | RB   | Imanol Garciandia       | 30 aprile 1995 (27 anni)    | 2.01 m  | 26    | 58   | Pick Szeged           |
| 20 | P    | Abel Serdio             | 16 aprile 1994 (28 anni)    | 1.95 m  | 20    | 42   | Orlen Wisła Płock     |
| 21 | LB   | Joan Cañellas           | 30 settembre 1986 (36 anni) | 1.98 m  | 217   | 529  | Kadetten Schaffhausen |
| 25 | CB   | Agustín Casado          | 21 maggio 1996 (26 anni)    | 1.90 m  | 19    | 56   | MT Melsungen          |
| 30 | P    | Gedeón Guardiola        | 1º ottobre 1984 (38 anni)   | 1.98 m  | 184   | 213  | TBV Lemgo             |
| 36 | CB   | Ian Tarrafeta           | 4 gennaio 1999 (24 anni)    | 1.88 m  | 30    | 69   | Pays d'Aix UC         |
| 51 | LW   | Miguel Sánchez-Migallón | 8 febbraio 1995 (27 anni)   | 2.02 m  | 27    | 20   | Łomża Vive Kielce     |
| 59 | LB   | Daniel Dujshebaev       | 4 luglio 1997 (25 anni)     | 1.97 m  | 60    | 124  | Łomża Vive Kielce     |
| 62 | RW   | Kauldi Odriozola        | 7 gennaio 1997 (26 anni)    | 1.83 m  | 36    | 112  | HBC Nantes            |
| 70 | LW   | Daniel Fernández        | 28 marzo 2001 (21 anni)     | 1.76 m  | 12    | 35   | TVB 1898 Stuttgart    |

## Girone B

### Francia
La squadra è stata annunciata il 30 dicembre 2022.
Head coach:  Guillaume Gille
| N. | Pos. | Nome               | Data di nascita (età)      | Altezza | Pres. | Reti | Squadra                    |
| -- | ---- | ------------------ | -------------------------- | ------- | ----- | ---- | -------------------------- |
| 2  | RW   | Yanis Lenne        | 29 giugno 1996 (26 anni)   | 1.88 m  | 34    | 54   | Montpellier Handball       |
| 5  | CB   | Nedim Remili       | 18 luglio 1995 (27 anni)   | 1.95 m  | 99    | 299  | Łomża Industria Kielce     |
| 7  | LB   | Romain Lagarde     | 5 marzo 1997 (25 anni)     | 1.94 m  | 68    | 82   | Pays d’Aix UC              |
| 8  | LB   | Elohim Prandi      | 24 agosto 1998 (24 anni)   | 1.93 m  | 10    | 24   | Paris Saint-Germain        |
| 9  | RB   | Melvyn Richardson  | 30 gennaio 1997 (25 anni)  | 1.90 m  | 58    | 126  | Barcelona                  |
| 10 | RB   | Dika Mem           | 31 agosto 1997 (25 anni)   | 1.94 m  | 94    | 293  | Barcelona                  |
| 11 | P    | Nicolas Tournat    | 5 aprile 1994 (28 anni)    | 2.00 m  | 68    | 133  | Łomża Industria Kielce     |
| 12 | GK   | Vincent Gérard     | 16 dicembre 1986 (36 anni) | 1.89 m  | 137   | 18   | Saint-Raphaël Var Handball |
| 13 | LB   | Nikola Karabatić   | 11 aprile 1984 (38 anni)   | 1.96 m  | 337   | 1259 | Paris Saint-Germain        |
| 14 | CB   | Kentin Mahé        | 22 maggio 1991 (31 anni)   | 1.86 m  | 147   | 479  | Telekom Veszprém           |
| 15 | LW   | Mathieu Grébille   | 6 ottobre 1991 (31 anni)   | 1.98 m  | 79    | 121  | Paris Saint-Germain        |
| 16 | GK   | Charles Bolzinger  | 14 dicembre 2000 (22 anni) | 1.98 m  | 0     | 0    | Montpellier Handball       |
| 21 | CB   | Kyllian Villeminot | 20 maggio 1998 (24 anni)   | 1.89 m  | 0     | 0    | Montpellier Handball       |
| 22 | P    | Luka Karabatic     | 19 aprile 1988 (34 anni)   | 2.02 m  | 130   | 155  | Paris Saint-Germain        |
| 23 | P    | Ludovic Fabregas   | 1º luglio 1996 (26 anni)   | 1.98 m  | 113   | 241  | Barcelona                  |
| 28 | RW   | Valentin Porte     | 7 settembre 1990 (32 anni) | 1.90 m  | 167   | 391  | Montpellier Handball       |
| 29 | RW   | Benoît Kounkoud    | 19 febbraio 1997 (25 anni) | 1.90 m  | 33    | 48   | Łomża Industria Kielce     |
| 31 | LW   | Dylan Nahi         | 30 novembre 1999 (23 anni) | 1.92 m  | 27    | 66   | Łomża Industria Kielce     |
| 39 | LB   | Thibaud Briet      | 14 dicembre 1999 (23 anni) | 2.05 m  | 13    | 12   | HBC Nantes                 |
| 92 | GK   | Rémi Desbonnet     | 28 febbraio 1992 (30 anni) | 1.82 m  | 12    | 1    | Montpellier Handball       |

### Polonia
La squadra è stata annunciata il 22 dicembre 2022.
Head coach:  Patryk Rombel
| N. | Pos. | Nome                  | Data di nascita (età)       | Altezza | Pres. | Reti | Squadra                      |
| -- | ---- | --------------------- | --------------------------- | ------- | ----- | ---- | ---------------------------- |
| 1  | GK   | Mateusz Kornecki      | 5 giugno 1994 (28 anni)     | 1.94 m  | 60    | 4    | Łomża Industria Kielce       |
| 3  | RB   | Michał Daszek         | 27 giugno 1992 (30 anni)    | 1.82 m  | 129   | 349  | Orlen Wisła Płock            |
| 4  | CB   | Piotr Jędraszczyk     | 9 ottobre 2001 (21 anni)    | 1.77 m  | 13    | 13   | Piotrkowianin Piotrków Tryb. |
| 5  | CB   | Michał Olejniczak     | 31 gennaio 2001 (21 anni)   | 1.95 m  | 45    | 70   | Łomża Industria Kielce       |
| 6  | RW   | Krzysztof Komarzewski | 18 settembre 1998 (24 anni) | 1.90 m  | 13    | 17   | Orlen Wisła Płock            |
| 7  | P    | Patryk Walczak        | 29 luglio 1992 (30 anni)    | 1.99 m  | 48    | 42   | Sporting CP                  |
| 8  | P    | Bartłomiej Bis        | 25 marzo 1997 (25 anni)     | 1.95 m  | 8     | 1    | HSC 2000 Coburg              |
| 9  | LB   | Szymon Sićko          | 20 agosto 1997 (25 anni)    | 2.00 m  | 41    | 141  | Łomża Industria Kielce       |
| 12 | LB   | Ariel Pietrasik       | 21 ottobre 1999 (23 anni)   | 2.02 m  | 13    | 16   | TSV St. Otmar St. Gallen     |
| 17 | RB   | Andrzej Widomski      | 6 febbraio 2003 (19 anni)   | 1.91 m  | 2     | 0    | Gwardia Opole                |
| 19 | LW   | Jan Czuwara           | 18 ottobre 1995 (27 anni)   | 1.84 m  | 55    | 90   | RK Vardar 1961               |
| 20 | CB   | Maciej Pilitowski     | 27 ottobre 1990 (32 anni)   | 1.88 m  | 29    | 29   | Energa MKS Kalisz            |
| 23 | RW   | Arkadiusz Moryto      | 31 agosto 1997 (25 anni)    | 1.82 m  | 81    | 386  | Łomża Industria Kielce       |
| 26 | LW   | Przemysław Krajewski  | 20 gennaio 1987 (35 anni)   | 1.84 m  | 150   | 358  | Orlen Wisła Płock            |
| 28 | P    | Maciej Gębala         | 10 gennaio 1994 (29 anni)   | 2.00 m  | 76    | 93   | SC DHfK Leipzig              |
| 31 | RB   | Szymon Działakiewicz  | 17 febbraio 2000 (22 anni)  | 1.90 m  | 8     | 13   | Redbergslids IK              |
| 36 | P    | Dawid Dawydzik        | 17 dicembre 1994 (28 anni)  | 2.00 m  | 41    | 54   | Orlen Wisła Płock            |
| 44 | LW   | Mikołaj Czapliński    | 11 agosto 2000 (22 anni)    | 1.88 m  | 3     | 1    | Bathco BM Torrelavega        |
| 48 | LB   | Tomasz Gębala         | 23 novembre 1995 (27 anni)  | 2.12 m  | 40    | 132  | Łomża Industria Kielce       |
| 49 | LB   | Piotr Chrapkowski     | 24 marzo 1988 (34 anni)     | 2.03 m  | 139   | 174  | SC Magdeburgo                |
| 50 | GK   | Jakub Skrzyniarz      | 6 giugno 1996 (26 anni)     | 1.89 m  | 5     | 0    | Bidasoa Irun                 |
| 94 | GK   | Adam Morawski         | 17 ottobre 1994 (28 anni)   | 1.90 m  | 62    | 3    | MT Melsungen                 |

### Arabia Saudita
La squadra è stata annunciata il 27 dicembre 2022.
Head coach:  Jan Pytlick
| N. | Pos. | Nome                    | Data di nascita (età)      | Altezza | Pres. | Reti | Squadra  |
| -- | ---- | ----------------------- | -------------------------- | ------- | ----- | ---- | -------- |
| 3  | LW   | Abdullah Al-Abbas       | 30 gennaio 1992 (30 anni)  | 1.69 m  | 21    | 55   | Al-Noor  |
| 4  | P    | Hussain Al-Tarouti      | 2 novembre 1999 (23 anni)  | 1.84 m  | 33    | 23   | Mudhar   |
| 6  | RW   | Hussain Furaij          | 1º luglio 2004 (18 anni)   | 1.79 m  | 22    | 34   | Al-Noor  |
| 8  | CB   | Hadi Quraish            | 25 febbraio 1999 (23 anni) | 1.71 m  | 7     | 16   | Al Safa  |
| 9  | P    | Hassan Al-Janabi        | 25 luglio 1983 (39 anni)   | 1.86 m  | 54    | 66   | Al-Noor  |
| 10 | RB   | Haidar Al-Hassan        | 12 novembre 2000 (22 anni) | 1.84 m  | 22    | 45   | Al Safa  |
| 14 | LB   | Abdullah Al-Hammad      | 10 ottobre 1990 (32 anni)  | 1.88 m  | 23    | 44   | Al Houda |
| 15 | RW   | Ahmed Al-Abdulali       | 18 giugno 1988 (34 anni)   | 1.84 m  | 41    | 55   | Mudhar   |
| 16 | GK   | Mohammad Al-Salem       | 3 aprile 1986 (36 anni)    | 1.89 m  | 42    | 0    | Khaleej  |
| 19 | RB   | Abdulrahman Al-Muwallad | 16 giugno 1994 (28 anni)   | 1.92 m  | 18    | 60   | Al Wehda |
| 22 | CB   | Mahdi Al-Salem          | 16 febbraio 1990 (32 anni) | 1.86 m  | 65    | 83   | Al Houda |
| 23 | LW   | Abdullah Al-Hulaili     | 16 giugno 1994 (28 anni)   | 1.75 m  | 34    | 76   | Mudhar   |
| 34 | GK   | Ali Al-Saffar           | 9 febbraio 1995 (27 anni)  | 1.85 m  | 14    | 0    | Mudhar   |
| 37 | CB   | Mohammed Al-Abbas       | 19 dicembre 1992 (30 anni) | 1.80 m  | 35    | 20   | Mudhar   |
| 57 | CB   | Mojtaba Al-Salem        | 15 giugno 1994 (28 anni)   | 1.81 m  | 6     | 7    | Al-Noor  |
| 59 | RW   | Hassan Al-Turaiki       | 8 aprile 2004 (18 anni)    | 1.77 m  | 25    | 31   | Khaleej  |
| 77 | LB   | Marhoon Al-Maa          | 13 maggio 1988 (34 anni)   | 1.89 m  | 23    | 35   | Khaleej  |
| 89 | P    | Yousof Al-Taweel        | 7 novembre 1999 (23 anni)  | 1.88 m  | 33    | 13   | Al Safa  |
| 97 | CB   | Sadiq Al-Mohsin         | 23 ottobre 1997 (25 anni)  | 1.80 m  | 26    | 33   | Khaleej  |
| 99 | LB   | Abbas Al-Saffar         | 15 gennaio 1994 (28 anni)  | 1.79 m  | 34    | 71   | Mudhar   |

### Slovenia
La squadra è stata annunciata il 30 dicembre 2022.
Head coach:  Uroš Zorman
| N. | Pos. | Nome             | Data di nascita (età)       | Altezza | Pres. | Reti | Squadra               |
| -- | ---- | ---------------- | --------------------------- | ------- | ----- | ---- | --------------------- |
| 1  | GK   | Jože Baznik      | 24 maggio 1993 (29 anni)    | 1.86 m  | 10    | 2    | USAM Nîmes            |
| 3  | P    | Blaž Blagotinšek | 17 gennaio 1994 (28 anni)   | 2.02 m  | 110   | 203  | Frisch Auf Göppingen  |
| 8  | RW   | Blaž Janc        | 20 novembre 1996 (26 anni)  | 1.86 m  | 87    | 304  | Barcelona             |
| 11 | RB   | Jure Dolenec     | 6 dicembre 1988 (34 anni)   | 1.91 m  | 169   | 621  | Limoges Handball      |
| 17 | RB   | Nejc Cehte       | 4 settembre 1992 (30 anni)  | 1.96 m  | 44    | 67   | GOG Håndbold          |
| 19 | LW   | Staš Jovičić     | 6 dicembre 2000 (22 anni)   | 1.85 m  | 2     | 12   | RK Trimo Trebnje      |
| 20 | LW   | Tilen Kodrin     | 14 maggio 1995 (27 anni)    | 1.92 m  | 60    | 94   | VfL Gummersbach       |
| 25 | P    | Stefan Žabić     | 17 febbraio 1999 (23 anni)  | 2.02 m  | 2     | 2    | Celje Pivovarna Laško |
| 26 | GK   | Klemen Ferlin    | 26 giugno 1989 (33 anni)    | 1.92 m  | 55    | 1    | HC Erlangen           |
| 27 | P    | Kristjan Horžen  | 8 dicembre 1999 (23 anni)   | 1.92 m  | 14    | 16   | Rhein-Neckar Löwen    |
| 29 | LB   | Gašper Horvat    | 10 aprile 1998 (24 anni)    | 1.99 m  | 2     | 3    | RK Trimo Trebnje      |
| 31 | LW   | Tadej Mazej      | 31 luglio 1998 (24 anni)    | 1.90 m  | 11    | 9    | Celje Pivovarna Laško |
| 34 | CB   | Rok Ovniček      | 29 gennaio 1995 (27 anni)   | 1.85 m  | 35    | 33   | HBC Nantes            |
| 35 | CB   | Domen Makuc      | 1º luglio 2000 (22 anni)    | 1.88 m  | 12    | 23   | Barcelona             |
| 44 | CB   | Dean Bombač      | 4 aprile 1989 (33 anni)     | 1.90 m  | 106   | 215  | MOL-Pick Szeged       |
| 47 | LB   | Aleks Kavčič     | 15 maggio 1996 (26 anni)    | 1.86 m  | 0     | 0    | RK Zagreb             |
| 49 | RB   | Grega Krečič     | 25 aprile 1996 (26 anni)    | 1.88 m  | 0     | 0    | Csurgói KK            |
| 51 | LB   | Borut Mačkovšek  | 11 settembre 1992 (30 anni) | 2.04 m  | 125   | 315  | MOL-Pick Szeged       |
| 58 | LB   | Peter Šiško      | 16 febbraio 2001 (21 anni)  | 1.92 m  | 0     | 0    | RK Gorenje Velenje    |
| 77 | RW   | Domen Novak      | 26 aprile 1998 (24 anni)    | 1.81 m  | 12    | 5    | HSG Wetzlar           |
| 88 | CB   | Aleks Vlah       | 22 luglio 1997 (25 anni)    | 1.91 m  | 20    | 40   | Celje Pivovarna Laško |
| 90 | GK   | Urban Lesjak     | 24 agosto 1990 (32 anni)    | 1.87 m  | 59    | 0    | RK Eurofarm Pelister  |

## Girone C

### Brasile
La squadra è stata annunciata il 18 dicembre 2022.
Head coach:  Marcus Oliveira
| N. | Pos. | Nome                       | Data di nascita (età)     | Altezza | Pres. | Reti | Squadra                         |
| -- | ---- | -------------------------- | ------------------------- | ------- | ----- | ---- | ------------------------------- |
| 4  | CB   | João Silva                 | 29 gennaio 1994 (28 anni) | 1.90 m  | 72    | 142  | Dinamo București                |
| 5  | LW   | Guilherme Torriani         | 6 febbraio 1999 (23 anni) | 1.86 m  | 24    | 29   | BM Granollers                   |
| 13 | P    | Rogério Moraes Ferreira    | 11 gennaio 1994 (29 anni) | 2.04 m  | 52    | 115  | MT Melsungen                    |
| 14 | P    | Thiagus dos Santos         | 25 gennaio 1989 (33 anni) | 1.98 m  | 160   | 231  | FC Barcelona                    |
| 16 | GK   | Rangel da Rosa             | 11 maggio 1996 (26 anni)  | 1.89 m  | 42    | 3    | CB Ciudad de Logroño            |
| 19 | RW   | Fábio Chiuffa              | 10 marzo 1989 (33 anni)   | 1.87 m  | 165   | 431  | AD Ciudad de Guadalajara        |
| 26 | RB   | Oswaldo Guimarães          | 23 ottobre 1989 (33 anni) | 1.83 m  | 76    | 122  | Batcho Torrelavega              |
| 28 | P    | Matheus Francisco da Silva | 7 febbraio 1998 (24 anni) | 1.98 m  | 5     | 0    | Bidasoa Irun                    |
| 32 | CB   | Leonardo Abrahão           | 9 luglio 1996 (26 anni)   | 1.76 m  | 0     | 0    | ABC/UMinho                      |
| 33 | LB   | Leonardo Dutra             | 29 marzo 1996 (26 anni)   | 1.83 m  | 10    | 7    | CB Ciudad de Logroño            |
| 35 | LB   | Thiago Ponciano            | 8 maggio 1994 (28 anni)   | 1.93 m  | 47    | 33   | Union Sportive Créteil Handball |
| 49 | LB   | Raul Nantes                | 20 marzo 1990 (32 anni)   | 1.95 m  | 78    | 273  | Al Ahly                         |
| 62 | GK   | Leonardo Terçariol         | 14 aprile 1987 (35 anni)  | 1.94 m  | 61    | 8    | Club Balonmano Benidorm         |
| 77 | RW   | Rudolph Hackbarth          | 10 marzo 1994 (28 anni)   | 1.89 m  | 56    | 135  | CB Ciudad de Logroño            |
| 83 | LW   | Hugo Monta da Silva        | 6 aprile 2003 (19 anni)   | 1.92 m  | 0     | 0    | Pinheiros                       |
| 88 | P    | Guilherme Silva            | 5 febbraio 1999 (23 anni) | 1.93 m  | 0     | 0    | CB Ademar León                  |
| 95 | RB   | Gustavo Rodrigues          | 9 aprile 1995 (27 anni)   | 1.90 m  | 54    | 135  | Pontault-Combault Handball      |
| 97 | GK   | Mateus Martins Nascimento  | 7 ottobre 1999 (23 anni)  | 1.88 m  | 1     | 0    | Pinheiros                       |

### Capo Verde
La squadra è stata annunciata il 15 dicembre 2022.
Head coach:  Ljubomir Obradović
| N. | Pos. | Nome               | Data di nascita (età)       | Altezza | Pres. | Reti | Squadra                                |
| -- | ---- | ------------------ | --------------------------- | ------- | ----- | ---- | -------------------------------------- |
| 1  | GK   | Luís Almeida       | 24 marzo 1994 (28 anni)     | 1.84 m  | 11    | 0    | CDE Camões                             |
| 3  | LB   | Délcio Pina        | 27 marzo 1992 (30 anni)     | 1.98 m  | 34    | 2    | Madeira Andebol SAD                    |
| 4  | P    | Ivo Santos         | 28 aprile 1992 (30 anni)    | 2.00 m  | 22    | 0    | Bergischer HC                          |
| 6  | LB   | Leandro Semedo     | 24 dicembre 1994 (28 anni)  | 1.94 m  | 41    | 6    | S.L. Benfica                           |
| 7  | RW   | Flávio Fortes      | 20 settembre 1992 (30 anni) | 1.94 m  | 23    | 12   | Grenoble SMH Métropole Isère Handball  |
| 10 | RB   | Bruno Landim       | 6 aprile 1993 (29 anni)     | 1.93 m  | 18    | 0    | Al-Taraji Club                         |
| 12 | GK   | Élcio Fernandes    | 23 settembre 1996 (26 anni) | 1.96 m  | 16    | 0    | Balonmano Sinfín                       |
| 13 | P    | Paulo Moreno       | 8 maggio 1992 (30 anni)     | 1.97 m  | 4     | 3    | S.L. Benfica                           |
| 14 | RB   | Paulo Andrade      | 28 luglio 1994 (28 anni)    | 1.82 m  | 5     | 4    | Nazaré Dom Fuas Andebol Clube          |
| 16 | GK   | Edmilson Gonçalves | 26 dicembre 1993 (29 anni)  | 1.89 m  | 7     | 0    | Primeiro de Agosto                     |
| 17 | RB   | Rafael Andrade     | 1º marzo 1996 (26 anni)     | 1.96 m  | 34    | 0    | Póvoa Andebol Clube                    |
| 19 | RW   | Admilson Furtado   | 30 settembre 1995 (27 anni) | 1.77 m  | 16    | 12   | Academico de Viseu                     |
| 23 | LW   | Gilson Correia     | 23 aprile 1995 (27 anni)    | 1.75 m  | 7     | 0    | Centro Cultural Recreativo Alto Moinho |
| 29 | P    | Felisberto Landim  | 3 novembre 1992 (30 anni)   | 1.97 m  | 17    | 2    | Vitória                                |
| 30 | CB   | Elledy Semedo      | 21 marzo 1988 (34 anni)     | 1.87 m  | 13    | 85   | Red Boys Differdange                   |
| 44 | CB   | Gualther Furtado   | 6 febbraio 1995 (27 anni)   | 1.85 m  | 25    | 5    | Club Cisne de Balonmano                |
| 45 | RB   | Edmilson Garcia    | 27 luglio 1998 (24 anni)    | 1.85 m  | 0     | 0    | Ginásio Clube de Tarouca               |
| 88 | LW   | Nelson Pina        | 1º marzo 1985 (37 anni)     | 1.78 m  | 6     | 10   | Belenenses                             |

### Svezia
La squadra è stata annunciata il 30 dicembre 2022.
Head coach:  Glenn Solberg
| N. | Pos. | Nome                   | Data di nascita (età)       | Altezza | Pres. | Reti | Squadra                |
| -- | ---- | ---------------------- | --------------------------- | ------- | ----- | ---- | ---------------------- |
| 2  | LB   | Jonathan Carlsbogård   | 19 aprile 1995 (27 anni)    | 1.95 m  | 41    | 77   | FC Barcelona           |
| 5  | P    | Max Darj               | 27 settembre 1991 (31 anni) | 1.92 m  | 93    | 90   | Füchse Berlino         |
| 10 | RW   | Niclas Ekberg          | 23 dicembre 1988 (34 anni)  | 1.91 m  | 199   | 806  | THW Kiel               |
| 11 | RW   | Daniel Pettersson      | 6 maggio 1992 (30 anni)     | 1.79 m  | 63    | 144  | SC Magdeburgo          |
| 12 | GK   | Andreas Palicka        | 10 luglio 1986 (36 anni)    | 1.89 m  | 138   | 15   | Paris Saint-Germain    |
| 15 | LW   | Hampus Wanne           | 10 dicembre 1993 (29 anni)  | 1.85 m  | 67    | 270  | FC Barcelona           |
| 18 | P    | Fredric Pettersson     | 11 febbraio 1989 (33 anni)  | 2.01 m  | 92    | 118  | Fenix Toulouse         |
| 19 | CB   | Felix Claar            | 5 gennaio 1997 (26 anni)    | 1.92 m  | 45    | 90   | Aalborg Håndbold       |
| 20 | GK   | Mikael Appelgren       | 6 settembre 1989 (33 anni)  | 1.91 m  | 93    | 2    | Rhein-Neckar Löwen     |
| 22 | LW   | Lucas Pellas           | 28 agosto 1995 (27 anni)    | 1.84 m  | 46    | 142  | Montpellier Handball   |
| 23 | RB   | Albin Lagergren        | 11 settembre 1992 (30 anni) | 1.86 m  | 86    | 253  | Rhein-Neckar Löwen     |
| 24 | CB   | Jim Gottfridsson       | 2 settembre 1992 (30 anni)  | 1.91 m  | 130   | 420  | SG Flensburg-Handewitt |
| 26 | RB   | Linus Persson          | 16 aprile 1993 (29 anni)    | 1.91 m  | 33    | 63   | HBC Nantes             |
| 30 | GK   | Tobias Thulin          | 5 luglio 1995 (27 anni)     | 1.98 m  | 35    | 0    | GOG Håndbold           |
| 32 | P    | Oscar Bergendahl       | 8 marzo 1995 (27 anni)      | 1.92 m  | 29    | 47   | TVB Stuttgart          |
| 33 | RB   | Lukas Sandell          | 3 febbraio 1997 (25 anni)   | 1.92 m  | 32    | 77   | Aalborg Håndbold       |
| 42 | LB   | Eric Johansson         | 28 giugno 2000 (22 anni)    | 1.98 m  | 13    | 25   | THW Kiel               |
| 45 | LB   | Olle Forsell Schefvert | 13 agosto 1993 (29 anni)    | 1.96 m  | 0     | 0    | Rhein-Neckar Löwen     |

### Uruguay
La squadra è stata annunciata il 31 dicembre 2022.
Head coach:  Nicolás Guerra
| N. | Pos. | Nome                  | Data di nascita (età)      | Altezza | Pres. | Reti | Squadra                       |
| -- | ---- | --------------------- | -------------------------- | ------- | ----- | ---- | ----------------------------- |
| 1  | GK   | Felipe Navarrete      | 4 agosto 1999 (23 anni)    | 1.89 m  | 32    | 3    | Colegio Alemán                |
| 2  | P    | Gabriel Chaparro      | 20 febbraio 1995 (27 anni) | 1.93 m  | 55    | 24   | SD Atlético Novás             |
| 3  | RW   | Facundo Lima          | 13 aprile 2000 (22 anni)   | 1.75 m  | 8     | 10   | Pontevedrés Balonmano         |
| 11 | CB   | Diego Falabrino       | 8 novembre 1993 (29 anni)  | 1.78 m  | 7     | 0    | Pontevedrés Balonmano         |
| 13 | RB   | Máximo Cancio         | 24 febbraio 1984 (38 anni) | 1.90 m  | 30    | 131  | Balonmano Base Oviedo         |
| 14 | LB   | Bruno Borba           | 28 febbraio 2002 (20 anni) | 1.92 m  | 15    | 30   | Pontevedrés Balonmano         |
| 16 | GK   | Felipe González       | 8 dicembre 1993 (29 anni)  | 1.89 m  | 62    | 3    | CB Maristas Algemesi          |
| 17 | CB   | Diego Morandeira      | 4 febbraio 1993 (29 anni)  | 1.86 m  | 135   | 88   | Club Balonmano Mislata        |
| 18 | P    | Zion Ramos            | 18 ottobre 2002 (20 anni)  | 1.87 m  | 6     | 12   | HK Malmö                      |
| 19 | CB   | Rodrigo Botejara      | 28 gennaio 1993 (29 anni)  | 1.73 m  | 66    | 105  | Scuola Italiana di Montevideo |
| 20 | LW   | Federico Rubbo        | 5 aprile 1989 (33 anni)    | 1.83 m  | 68    | 228  | Scuola Italiana di Montevideo |
| 21 | LB   | Giovanni Capello      | 21 dicembre 2001 (21 anni) | 1.88 m  | 8     | 18   | Pontevedrés Balonmano         |
| 24 | LB   | Alejandro Velazco     | 24 ottobre 1993 (29 anni)  | 1.83 m  | 77    | 308  | Colegio Alemán                |
| 36 | LW   | Cristian Rostagno     | 14 ottobre 1995 (27 anni)  | 1.78 m  | 38    | 50   | Handbol Adrianenc             |
| 40 | RB   | Maximiliano De Agrela | 19 ottobre 1996 (26 anni)  | 1.83 m  | 27    | 44   | Club Malvín                   |
| 74 | LW   | Guillermo Millan      | 7 luglio 1996 (26 anni)    | 1.74 m  | 22    | 20   | Scuola Italiana di Montevideo |

## Girone D

### Ungheria
La squadra è stata annunciata il 5 gennaio 2023.
Head coach:  Chema Rodríguez
| N. | Pos. | Nome                    | Data di nascita (età)       | Altezza | Pres. | Reti | Squadra                      |
| -- | ---- | ----------------------- | --------------------------- | ------- | ----- | ---- | ---------------------------- |
| 2  | P    | Adrián Sipos            | 8 marzo 1990 (32 anni)      | 1.98 m  | 50    | 26   | Telekom Veszprém             |
| 5  | RB   | Csaba Leimeter          | 15 dicembre 1994 (28 anni)  | 1.95 m  | 11    | 15   | RK Zagreb                    |
| 7  | LW   | Bendegúz Bóka           | 2 ottobre 1993 (29 anni)    | 1.93 m  | 54    | 129  | Balatonfüredi KSE            |
| 8  | LW   | Péter Kovacsics         | 13 giugno 1994 (28 anni)    | 1.90 m  | 5     | 7    | Ferencvárosi TC              |
| 11 | LB   | Patrik Ligetvári        | 13 febbraio 1996 (26 anni)  | 2.03 m  | 67    | 65   | Telekom Veszprém             |
| 12 | GK   | Márton Székely          | 2 gennaio 1990 (33 anni)    | 1.95 m  | 71    | 0    | Tatabánya KC                 |
| 16 | GK   | Roland Mikler           | 20 settembre 1984 (38 anni) | 1.93 m  | 227   | 1    | Pick Szeged                  |
| 20 | P    | Miklós Rosta            | 14 febbraio 1999 (23 anni)  | 2.03 m  | 31    | 49   | Pick Szeged                  |
| 21 | RB   | Zorán Ilic              | 2 gennaio 2002 (21 anni)    | 1.97 m  | 3     | 1    | Telekom Veszprém             |
| 25 | RW   | Pedro Rodríguez Álvarez | 22 agosto 1990 (32 anni)    | 1.97 m  | 19    | 59   | Tatabánya KC                 |
| 26 | GK   | Kristóf Palasics        | 19 aprile 2002 (20 anni)    | 1.99 m  | 0     | 0    | National Academy of Handball |
| 27 | P    | Bence Bánhidi           | 9 febbraio 1995 (27 anni)   | 2.06 m  | 84    | 247  | Pick Szeged                  |
| 28 | P    | Szabolcs Szöllősi       | 28 gennaio 1989 (33 anni)   | 1.94 m  | 82    | 109  | Dabas KK                     |
| 29 | RW   | Bendegúz Bujdosó        | 10 dicembre 1994 (28 anni)  | 1.85 m  | 10    | 7    | Ferencvárosi TC              |
| 30 | LB   | Zoltán Szita            | 10 febbraio 1998 (24 anni)  | 1.96 m  | 43    | 106  | Pick Szeged                  |
| 33 | RB   | Gábor Ancsin            | 27 novembre 1990 (32 anni)  | 2.02 m  | 131   | 273  | Tatabánya KC                 |
| 39 | LB   | Richárd Bodó            | 13 marzo 1993 (29 anni)     | 2.03 m  | 82    | 236  | Pick Szeged                  |
| 66 | CB   | Máté Lékai              | 16 giugno 1988 (34 anni)    | 1.90 m  | 149   | 432  | Ferencvárosi TC              |
| 77 | CB   | Egon Hanusz             | 25 settembre 1997 (25 anni) | 1.77 m  | 21    | 33   | TV Bittenfeld                |

### Iceland
La squadra è stata annunciata il 23 Dicembre 2022.
Head coach:  Guðmundur Guðmundsson
| N. | Pos. | Nome                       | Data di nascita (età)      | Altezza | Pres. | Reti | Squadra               |
| -- | ---- | -------------------------- | -------------------------- | ------- | ----- | ---- | --------------------- |
| 1  | GK   | Björgvin Páll Gústavsson   | 24 maggio 1985 (37 anni)   | 1.93 m  | 244   | 16   | Valur                 |
| 2  | RW   | Óðinn Þór Ríkharðsson      | 23 ottobre 1997 (25 anni)  | 1.83 m  | 16    | 55   | Kadetten Schaffhausen |
| 3  | CB   | Janus Daði Smárason        | 1º gennaio 1995 (28 anni)  | 1.86 m  | 58    | 83   | Kolstad Håndball      |
| 4  | LB   | Aron Pálmarsson            | 19 luglio 1990 (32 anni)   | 1.93 m  | 158   | 618  | Aalborg Håndbold      |
| 6  | LB   | Elvar Ásgeirsson           | 4 settembre 1994 (28 anni) | 1.98 m  | 9     | 17   | Ribe-Esbjerg HH       |
| 7  | RB   | Viggó Kristjánsson         | 9 dicembre 1993 (29 anni)  | 1.89 m  | 33    | 76   | SC DHfK Leipzig       |
| 8  | LW   | Bjarki Már Elísson         | 16 maggio 1990 (32 anni)   | 1.91 m  | 91    | 291  | Telekom Veszprém      |
| 9  | CB   | Elvar Örn Jónsson          | 31 agosto 1997 (25 anni)   | 1.89 m  | 54    | 140  | MT Melsungen          |
| 10 | CB   | Gísli Þorgeir Kristjánsson | 30 luglio 1999 (23 anni)   | 1.91 m  | 39    | 76   | SC Magdeburgo         |
| 11 | P    | Ýmir Örn Gíslason          | 1º luglio 1997 (25 anni)   | 1.95 m  | 64    | 34   | Rhein-Neckar Löwen    |
| 13 | LB   | Ólafur Guðmundsson         | 13 maggio 1990 (32 anni)   | 1.94 m  | 137   | 269  | GC Amicitia Zürich    |
| 14 | RB   | Ómar Ingi Magnússon        | 12 marzo 1997 (25 anni)    | 1.86 m  | 68    | 216  | SC Magdeburgo         |
| 16 | GK   | Viktor Gísli Hallgrímsson  | 24 luglio 2000 (22 anni)   | 2.03 m  | 35    | 1    | HBC Nantes            |
| 18 | P    | Elliði Snær Viðarsson      | 15 novembre 1998 (24 anni) | 1.91 m  | 23    | 30   | VfL Gummersbach       |
| 19 | LW   | Hákon Daði Styrmisson      | 24 maggio 1997 (25 anni)   | 1.84 m  | 8     | 25   | VfL Gummersbach       |
| 20 | GK   | Ágúst Elí Björgvinsson     | 11 aprile 1995 (27 anni)   | 1.90 m  | 47    | 2    | Ribe-Esbjerg HH       |
| 21 | P    | Arnar Freyr Arnarsson      | 14 marzo 1996 (26 anni)    | 2.00 m  | 71    | 81   | MT Melsungen          |
| 22 | RW   | Sigvaldi Guðjónsson        | 4 luglio 1994 (28 anni)    | 1.92 m  | 49    | 127  | Kolstad Håndball      |
| 23 | RB   | Kristján Örn Kristjánsson  | 25 dicembre 1997 (25 anni) | 1.92 m  | 21    | 29   | Pays d'Aix UC         |

### Portugal
La squadra è stata annunciata il 2 Gennaio 2023.
Head coach:  Paulo Pereira
| N. | Pos. | Nome                    | Data di nascita (età)       | Altezza | Pres. | Reti | Squadra           |
| -- | ---- | ----------------------- | --------------------------- | ------- | ----- | ---- | ----------------- |
| 4  | RW   | Pedro Portela           | 6 gennaio 1990 (33 anni)    | 1.86 m  | 116   | 382  | HBC Nantes        |
| 8  | P    | Victor Iturriza         | 22 maggio 1990 (32 anni)    | 1.94 m  | 31    | 117  | FC Porto          |
| 10 | CB   | Miguel Martins          | 4 novembre 1997 (25 anni)   | 1.92 m  | 76    | 177  | Pick Szeged       |
| 12 | GK   | Manuel Gaspar           | 9 dicembre 1998 (24 anni)   | 1.93 m  | 16    | 0    | Sporting CP       |
| 14 | CB   | Rui Silva               | 28 aprile 1993 (29 anni)    | 1.86 m  | 113   | 193  | FC Porto          |
| 21 | LW   | Leonel Fernandes        | 12 marzo 1998 (24 anni)     | 1.91 m  | 22    | 40   | FC Porto          |
| 22 | P    | Alexis Borges           | 6 ottobre 1991 (31 anni)    | 1.98 m  | 49    | 93   | S.L. Benfica      |
| 23 | LW   | Diogo Branquinho        | 25 luglio 1994 (28 anni)    | 1.85 m  | 75    | 174  | FC Porto          |
| 24 | LB   | Alexandre Cavalcanti    | 27 dicembre 1996 (26 anni)  | 2.01 m  | 60    | 75   | HBC Nantes        |
| 25 | RW   | António Areia           | 21 giugno 1990 (32 anni)    | 1.90 m  | 73    | 209  | FC Porto          |
| 26 | RB   | Francisco Mota da Costa | 16 febbraio 2005 (17 anni)  | 1.83 m  | 4     | 16   | Sporting CP       |
| 27 | LB   | André Gomes             | 27 luglio 1998 (24 anni)    | 1.92 m  | 46    | 120  | MT Melsungen      |
| 33 | RB   | Diogo Silva             | 2 luglio 1998 (24 anni)     | 1.98 m  | 10    | 8    | Pays d’Aix UC     |
| 35 | GK   | Miguel Espinha          | 20 luglio 1993 (29 anni)    | 1.90 m  | 3     | 0    | Cesson Rennes MHB |
| 41 | GK   | Gustavo Capdeville      | 31 agosto 1997 (25 anni)    | 1.90 m  | 33    | 0    | S.L. Benfica      |
| 79 | LB   | Martim Costa            | 27 settembre 2002 (20 anni) | 1.88 m  | 4     | 18   | Sporting CP       |
| 82 | P    | Luís Frade              | 11 settembre 1998 (24 anni) | 1.94 m  | 42    | 62   | Barça             |
| 88 | LB   | Fábio Magalhães         | 12 marzo 1988 (34 anni)     | 1.94 m  | 167   | 335  | FC Porto          |

### South Korea
La squadra è stata annunciata il 25 Dicembre 2022.
Head coach:  Rolando Freitas
| N. | Pos. | Nome           | Data di nascita (età)       | Altezza | Pres. | Reti | Squadra                               |
| -- | ---- | -------------- | --------------------------- | ------- | ----- | ---- | ------------------------------------- |
| 3  | RW   | Shin Jae-seop  | 5 novembre 1999 (23 anni)   | 1.83 m  | 7     | 54   | Hanam Handball Club                   |
| 7  | CB   | Kang Jeon-gu   | 11 maggio 1990 (32 anni)    | 1.80 m  | 6     | 4    | Doosan                                |
| 8  | P    | Ku Chang-eun   | 23 dicembre 1993 (29 anni)  | 1.90 m  | 26    | 48   | Doosan                                |
| 10 | LB   | Park Young-jun | 28 gennaio 1994 (28 anni)   | 1.88 m  | 0     | 0    | Incheon Metropolitan City Corporation |
| 11 | LW   | Jang Dong-hyun | 13 gennaio 1995 (27 anni)   | 1.80 m  | 0     | 0    | SK Hawks                              |
| 13 | RB   | Jo Tae-hun     | 30 giugno 1991 (31 anni)    | 1.83 m  | 33    | 72   | Doosan                                |
| 14 | P    | Lee Seong-min  | 14 dicembre 1995 (27 anni)  | 1.92 m  | 0     | 0    | Doosan                                |
| 26 | RW   | Kim Jin-young  | 2 febbraio 2000 (22 anni)   | 1.85 m  | 8     | 49   | CB Ademar León                        |
| 28 | LW   | Kim Gi-min     | 9 agosto 1994 (28 anni)     | 1.83 m  | 15    | 30   | SK Hawks                              |
| 33 | RW   | Ha Min-ho      | 23 gennaio 1992 (30 anni)   | 1.90 m  | 0     | 0    | Incheon Metropolitan City Corporation |
| 34 | CB   | Oh Ju-an       | 23 giugno 1994 (28 anni)    | 1.86 m  | 0     | 0    | SK Hawks                              |
| 45 | RB   | Ha Tae-hyun    | 15 aprile 1994 (28 anni)    | 1.88 m  | 23    | 107  | SK Hawks                              |
| 66 | GK   | Kim Dong-wook  | 19 settembre 1997 (25 anni) | 1.92 m  | 8     | 0    | Doosan                                |
| 71 | LB   | Lee Hyeon-sik  | 16 febbraio 1992 (30 anni)  | 1.85 m  | 0     | 0    | Doosan                                |
| 77 | CB   | Lee Yo-seb     | 27 aprile 1998 (24 anni)    | 1.75 m  | 13    | 31   | Korea Armed Forces Athletic Corps     |
| 78 | P    | Jin Yu-sung    | 12 ottobre 2000 (22 anni)   | 1.90 m  | 0     | 0    | Korea National Sport University       |
| 79 | P    | Park Se-ung    | 18 marzo 1998 (24 anni)     | 1.88 m  | 9     | 33   | SK Hawks                              |
| 94 | GK   | Lee Chang-woo  | 27 aprile 2003 (19 anni)    | 1.90 m  | 8     | 1    | Korea National Sport University       |
| 97 | RB   | Kim Yeon-bin   | 24 marzo 1997 (25 anni)     | 1.82 m  | 0     | 0    | Doosan                                |
| 99 | GK   | Park Jae-yong  | 20 marzo 1997 (25 anni)     | 1.92 m  | 13    | 0    | Korea Armed Forces Athletic Corps     |

## Girone E

### Algeria
La squadra è stata annunciata il 2 gennaio 2023.
Head coach:  Rabah Gherbi
| N. | Pos. | Nome                   | Data di nascita (età)       | Altezza | Pres. | Reti | Squadra                         |
| -- | ---- | ---------------------- | --------------------------- | ------- | ----- | ---- | ------------------------------- |
| 2  | LB   | Zoheïr Naïm            | 3 maggio 1996 (26 anni)     | 1.88 m  | 30    | 78   | Sharjah FC                      |
| 4  | LB   | Noureddine Hellal      | 23 maggio 1996 (26 anni)    | 1.86 m  | 13    | 22   | Maliha Sports and Cultural Club |
| 5  | CB   | Bounab Hani Abderrafik | 20 dicembre 2000 (22 anni)  | 1.88 m  | 0     | 0    | JSE Skikda                      |
| 6  | LB   | Messaoud Berkous       | 20 luglio 1989 (33 anni)    | 1.92 m  | 173   | 760  | Istres Provence Handball        |
| 7  | LW   | Hichem Daoud           | 9 gennaio 1992 (31 anni)    | 1.89 m  | 105   | 155  | Limoges Handball                |
| 9  | LB   | Wail Melazem           | 14 settembre 2000 (22 anni) | 1.90 m  | 0     | 0    | MM Batna                        |
| 14 | CB   | Benhalima Nori Selim   | 15 maggio 1998 (24 anni)    | 1.90 m  | 0     | 0    | Nancy Handball                  |
| 16 | GK   | Yahia Zemouchi         | 17 settembre 1994 (28 anni) | 1.93 m  | 10    | 0    | Al-Salmiya                      |
| 17 | LW   | Djedid Yacine          | 6 aprile 1997 (25 anni)     | 1.84 m  | 8     | 25   | MC Alger                        |
| 18 | P    | Hichem Kaabeche        | 12 marzo 1990 (32 anni)     | 1.92 m  | 78    | 128  | Beşiktaş                        |
| 22 | GK   | Khalifa Ghedbane       | 26 novembre 1996 (26 anni)  | 2.02 m  | 52    | 5    | Dinamo București                |
| 25 | P    | Sofiane Bendjilali     | 28 marzo 1995 (27 anni)     | 1.89 m  | 13    | 13   | AC Diomidis Argous              |
| 26 | LB   | Mokhtar Kouri          | 29 febbraio 1996 (26 anni)  | 1.98 m  | 18    | 39   | HBC El Biar                     |
| 27 | LW   | Abrous Rayane          | 16 agosto 2001 (21 anni)    | 1.91 m  | 5     | 15   | HBC El Biar                     |
| 36 | CB   | Rahim Abdelkader       | 12 luglio 1990 (32 anni)    | 1.85 m  | 102   | 211  | Shabab Al Ahli Club             |
| 77 | LW   | Réda Arib              | 22 ottobre 1991 (31 anni)   | 1.77 m  | 40    | 65   | MC Alger                        |
| 87 | LB   | Ayoub Abdi             | 6 febbraio 1997 (25 anni)   | 1.89 m  | 47    | 139  | Fenix Toulouse HB               |
| 94 | P    | Bastien Khermouche     | 10 novembre 1993 (29 anni)  | 1.92 m  | 11    | 18   | Dijon Métropole Handball        |
| 97 | RW   | Sami Douchet           | 21 aprile 1997 (25 anni)    | 1.79 m  | 0     | 0    | Sarrebourg Moselle Sud Handball |

### Germany
La squadra è stata annunciata il 23 Dicembre 2022.
Head coach:  Alfreð Gíslason
| N. | Pos. | Nome               | Data di nascita (età)       | Altezza | Pres. | Reti | Squadra                |
| -- | ---- | ------------------ | --------------------------- | ------- | ----- | ---- | ---------------------- |
| 4  | P    | Johannes Golla     | 5 novembre 1997 (25 anni)   | 1.95 m  | 48    | 154  | SG Flensburg-Handewitt |
| 15 | CB   | Juri Knorr         | 9 maggio 2000 (22 anni)     | 1.90 m  | 27    | 41   | Rhein-Neckar Löwen     |
| 17 | RW   | Lukas Zerbe        | 17 gennaio 1996 (26 anni)   | 1.84 m  | 16    | 26   | TBV Lemgo              |
| 18 | LB   | Julian Köster      | 16 marzo 2000 (22 anni)     | 2.00 m  | 17    | 29   | VfL Gummersbach        |
| 19 | RB   | Djibril M'Bengue   | 13 maggio 1992 (30 anni)    | 1.95 m  | 9     | 11   | Bergischer HC          |
| 20 | LB   | Philipp Weber      | 15 settembre 1992 (30 anni) | 1.94 m  | 64    | 152  | SC Magdeburgo          |
| 24 | RW   | Patrick Groetzki   | 4 luglio 1989 (33 anni)     | 1.89 m  | 156   | 378  | Rhein-Neckar Löwen     |
| 25 | RB   | Kai Häfner         | 10 luglio 1989 (33 anni)    | 1.92 m  | 120   | 275  | MT Melsungen           |
| 33 | GK   | Andreas Wolff      | 3 marzo 1991 (31 anni)      | 1.98 m  | 126   | 13   | Łomża Industria Kielce |
| 34 | LW   | Rune Dahmke        | 10 aprile 1993 (29 anni)    | 1.89 m  | 41    | 76   | THW Kiel               |
| 36 | LW   | Lukas Mertens      | 22 marzo 1996 (26 anni)     | 1.82 m  | 12    | 25   | SC Magdeburgo          |
| 40 | DF   | Simon Ernst        | 2 aprile 1994 (28 anni)     | 1.95 m  | 54    | 39   | SC DHfK Leipzig        |
| 41 | GK   | Joel Birlehm       | 25 aprile 1997 (25 anni)    | 1.96 m  | 4     | 0    | Rhein-Neckar Löwen     |
| 44 | RB   | Christoph Steinert | 18 gennaio 1990 (32 anni)   | 1.95 m  | 13    | 30   | HC Erlangen            |
| 48 | P    | Jannik Kohlbacher  | 19 luglio 1995 (27 anni)    | 1.93 m  | 82    | 162  | Rhein-Neckar Löwen     |
| 95 | LB   | Paul Drux          | 7 febbraio 1995 (27 anni)   | 1.92 m  | 115   | 207  | Füchse Berlino         |
| 96 | P    | Tim Zechel         | 28 settembre 1996 (26 anni) | 1.93 m  | 4     | 5    | HC Erlangen            |
| 99 | CB   | Luka Witzke        | 3 aprile 1999 (23 anni)     | 1.92 m  | 12    | 23   | SC DHfK Leipzig        |

### Qatar
Head coach:  Valero Rivera López

### Serbia
La squadra è stata annunciata il 30 Dicembre 2022.
Head coach:  Toni Gerona
| N. | Pos. | Nome                | Data di nascita (età)       | Altezza | Pres. | Reti | Squadra                      |
| -- | ---- | ------------------- | --------------------------- | ------- | ----- | ---- | ---------------------------- |
| 1  | GK   | Milan Bomaštar      | 10 luglio 1999 (23 anni)    | 2.00 m  | 9     | 0    | IFK Skövde                   |
| 3  | RW   | Vukašin Vorkapić    | 1º ottobre 1997 (25 anni)   | 1.87 m  | 32    | 60   | Union Sportive Ivry Handball |
| 6  | LB   | Uroš Borzaš         | 28 luglio 1999 (23 anni)    | 1.88 m  | 16    | 33   | Elverum Håndball             |
| 11 | LB   | Ilija Abutović      | 2 agosto 1988 (34 anni)     | 2.00 m  | 44    | 22   | C' Chartres MHB              |
| 17 | RW   | Bogdan Radivojević  | 2 marzo 1993 (29 anni)      | 1.92 m  | 68    | 234  | Pick Szeged                  |
| 19 | LW   | Nemanja Ilić        | 11 maggio 1990 (32 anni)    | 1.76 m  | 124   | 322  | Fenix Toulouse               |
| 20 | P    | Dragan Pechmalbec   | 5 gennaio 1996 (27 anni)    | 1.94 m  | 8     | 21   | Telekom Veszprém             |
| 21 | LW   | Vanja Ilić          | 25 febbraio 1993 (29 anni)  | 1.85 m  | 56    | 145  | C' Chartres MHB              |
| 23 | RB   | Predrag Vejin       | 17 dicembre 1992 (30 anni)  | 1.92 m  | 7     | 6    | RK NEXE Našice               |
| 24 | CB   | Lazar Kukić         | 12 dicembre 1995 (27 anni)  | 1.88 m  | 39    | 92   | Dinamo București             |
| 29 | P    | Ivan Popović        | 21 marzo 1994 (28 anni)     | 1.95 m  | 4     | 2    | Batcho Torrelavega           |
| 30 | RB   | Jovica Nikolić      | 18 novembre 2001 (21 anni)  | 1.92 m  | 14    | 36   | HSG Wetzlar                  |
| 33 | P    | Mijajlo Marsenić    | 9 marzo 1993 (29 anni)      | 2.02 m  | 99    | 285  | Füchse Berlino               |
| 36 | RB   | Miloš Orbović       | 2 novembre 1993 (29 anni)   | 1.93 m  | 16    | 28   | HC Kriens-Luzern             |
| 39 | LB   | Marko Milosavljević | 13 settembre 1998 (24 anni) | 1.97 m  | 13    | 32   | CB Ademar León               |
| 40 | CB   | Stefan Dodić        | 13 marzo 2003 (19 anni)     | 1.96 m  | 4     | 2    | RK Zagreb                    |
| 44 | LB   | Petar Đorđić        | 17 settembre 1990 (32 anni) | 1.97 m  | 45    | 128  | Benfica                      |
| 76 | GK   | Vladimir Cupara     | 19 febbraio 1994 (28 anni)  | 1.99 m  | 61    | 4    | Telekom Veszprém             |
| 96 | GK   | Dejan Milosavljev   | 16 marzo 1996 (26 anni)     | 1.96 m  | 55    | 2    | Füchse Berlino               |

## Girone F

### Argentina
La squadra è stata annunciata il 1 gennaio 2023.
Head coach:  Guillermo Milano
| N. | Pos. | Nome                 | Data di nascita (età)       | Altezza | Pres. | Reti | Squadra                  |
| -- | ---- | -------------------- | --------------------------- | ------- | ----- | ---- | ------------------------ |
| 3  | RB   | Federico Pizarro     | 7 settembre 1986 (36 anni)  | 1.85 m  | 222   | 735  | BM Ciudad Encantada      |
| 5  | RB   | Pablo Vainstein      | 18 luglio 1989 (33 anni)    | 1.85 m  | 114   | 117  | BM Benidorm              |
| 6  | CB   | Diego Simonet        | 26 dicembre 1989 (33 anni)  | 1.90 m  | 116   | 356  | Montpellier Handball     |
| 7  | LW   | Ignacio Pizarro      | 8 febbraio 1990 (32 anni)   | 1.78 m  | 68    | 205  | BM Ciudad Encantada      |
| 8  | CB   | Pablo Simonet        | 4 maggio 1992 (30 anni)     | 1.85 m  | 117   | 252  | BM Ciudad Encantada      |
| 9  | RW   | Santiago Baronetto   | 27 ottobre 1992 (30 anni)   | 1.85 m  | 61    | 174  | Dorrego Handball         |
| 11 | P    | Lucas Moscariello    | 19 febbraio 1992 (30 anni)  | 1.90 m  | 76    | 162  | Montpellier Handball     |
| 14 | P    | Franco Gavidia       | 26 settembre 1991 (31 anni) | 1.97 m  | 92    | 3    | KH Besa Famgas           |
| 15 | LW   | Francisco Lombardi   | 5 dicembre 1995 (27 anni)   | 1.75 m  | 7     | 13   | AD Ciudad de Guadalajara |
| 17 | P    | Gonzalo Carró Castro | 9 giugno 1992 (30 anni)     | 1.93 m  | 20    | 11   | Club Balonmano Nava      |
| 19 | CB   | Pedro Martínez Cami  | 20 dicembre 1999 (23 anni)  | 1.91 m  | 24    | 49   | Colegio Ward             |
| 20 | RW   | Ramiro Martínez      | 22 luglio 1995 (27 anni)    | 1.80 m  | 45    | 110  | BM Benidorm              |
| 21 | RB   | Lucas Aizen          | 5 febbraio 1998 (24 anni)   | 1.92 m  | 21    | 39   | CB Cangas                |
| 22 | RW   | Facundo Cangiani     | 23 aprile 1991 (31 anni)    | 1.82 m  | 41    | 49   | Batcho Torrelavega       |
| 23 | LB   | James Parker         | 9 giugno 1994 (28 anni)     | 1.87 m  | 20    | 25   | Zamalek                  |
| 30 | LB   | Fabrizio Casanova    | 18 dicembre 1993 (29 anni)  | 1.90 m  | 4     | 4    | Batcho Torrelavega       |
| 40 | GK   | Leonel Maciel        | 4 gennaio 1989 (34 anni)    | 1.92 m  | 98    | 12   | Sporting                 |
| 77 | LB   | Nicolás Bonanno      | 18 novembre 1991 (31 anni)  | 1.98 m  | 66    | 60   | SCDR Anaitasuna          |
| 87 | GK   | Juan Bar             | 29 giugno 1987 (35 anni)    | 1.90 m  | 51    | 2    | SCDR Anaitasuna          |

### Paesi Bassi
La squadra è stata annunciata il 12 Dicembre 2022.
Head coach:  Staffan Olsson
| N. | Pos. | Nome               | Data di nascita (età)      | Altezza | Pres. | Reti | Squadra                  |
| -- | ---- | ------------------ | -------------------------- | ------- | ----- | ---- | ------------------------ |
| 1  | GK   | Bart Ravensbergen  | 14 marzo 1993 (29 anni)    | 1.90 m  | 78    | 7    | HSG Nordhorn-Lingen      |
| 3  | CB   | Ivar Stavast       | 13 gennaio 1998 (24 anni)  | 1.91 m  | 19    | 17   | HSV Dresden              |
| 5  | LW   | Rutger ten Velde   | 5 marzo 1997 (25 anni)     | 1.78 m  | 41    | 85   | TUS Nettlestedt Lubecca  |
| 7  | LB   | Robin Schoenaker   | 23 agosto 1995 (27 anni)   | 1.96 m  | 32    | 7    | Sporting Pelt            |
| 8  | P    | Evert Kooijman     | 28 gennaio 1996 (26 anni)  | 1.96 m  | 29    | 33   | RKHV Volendam            |
| 11 | RB   | Iso Sluijters      | 24 luglio 1990 (32 anni)   | 1.92 m  | 96    | 190  | GC Amicitia Zürich       |
| 12 | CB   | Luc Steins         | 22 marzo 1995 (27 anni)    | 1.72 m  | 85    | 239  | Paris Saint-Germain      |
| 13 | P    | Samir Benghanem    | 10 dicembre 1993 (29 anni) | 1.96 m  | 50    | 82   | Green Park/Aalsmeer      |
| 14 | RW   | Bobby Schagen      | 13 gennaio 1990 (32 anni)  | 1.90 m  | 112   | 352  | TBV Lemgo                |
| 20 | RB   | Niels Versteijnen  | 3 febbraio 2002 (20 anni)  | 2.00 m  | 19    | 17   | TBV Lemgo                |
| 22 | LB   | Jasper Adams       | 3 luglio 1989 (33 anni)    | 2.00 m  | 99    | 205  | KEMBIT/LIONS             |
| 23 | LB   | Jorn Smits         | 3 settembre 1992 (30 anni) | 1.93 m  | 57    | 84   | Lemvig-Thyborøn Håndbold |
| 24 | LW   | Jeffrey Boomhouwer | 15 giugno 1988 (34 anni)   | 1.80 m  | 93    | 224  | Green Park/Aalsmeer      |
| 30 | GK   | Arjan Versteijnen  | 3 febbraio 2000 (22 anni)  | 1.93 m  | 2     | 1    | Bevo HC                  |
| 31 | RB   | Kay Smits          | 31 marzo 1997 (25 anni)    | 1.85 m  | 65    | 277  | SC Magdeburgo            |
| 34 | RB   | Tom Jansen         | 8 giugno 1998 (24 anni)    | 1.99 m  | 17    | 34   | VfL Gummersbach          |
| 38 | RW   | Rob Schmeits       | 11 giugno 1994 (28 anni)   | 1.85 m  | 3     | 2    | KEMBIT/LIONS             |
| 77 | CB   | Dani Baijens       | 5 maggio 1998 (24 anni)    | 1.82 m  | 58    | 131  | HSV Hamburg              |

### Macedonia del Nord
La squadra è stata annunciata il 14 Dicembre 2022.
Head coach:  Kiril Lazarov
| N. | Pos. | Nome                  | Data di nascita (età)       | Altezza | Pres. | Reti | Squadra                |
| -- | ---- | --------------------- | --------------------------- | ------- | ----- | ---- | ---------------------- |
| 1  | GK   | Nikola Mitrevski      | 3 ottobre 1985 (37 anni)    | 1.88 m  | 105   | 5    | FC Porto Sofarma       |
| 3  | LW   | Dejan Manaskov        | 26 agosto 1992 (30 anni)    | 1.81 m  | 72    | 279  | RK Vardar 1961         |
| 8  | LW   | Cvetan Kuzmanoski     | 5 dicembre 1999 (23 anni)   | 1.92 m  | 0     | 0    | RK Eurofarm Pelister 2 |
| 9  | CB   | Igor Gjorgiev         | 2 giugno 2000 (22 anni)     | 1.90 m  | 0     | 0    | RK Alkaloid            |
| 11 | LB   | Filip Taleski         | 28 marzo 1996 (26 anni)     | 2.02 m  | 43    | 109  | RK Vardar 1961         |
| 12 | GK   | Martin Tomovski       | 10 luglio 1997 (25 anni)    | 1.90 m  | 0     | 0    | RK Vardar 1961         |
| 17 | P    | Nikola Markoski       | 22 maggio 1990 (32 anni)    | 1.95 m  | 17    | 12   | RK Alkaloid            |
| 18 | LB   | Filip Kuzmanovski     | 3 luglio 1996 (26 anni)     | 1.98 m  | 38    | 61   | TSV Hannover-Burgdorf  |
| 19 | RW   | Nenad Kosteski        | 4 marzo 2001 (21 anni)      | 1.80 m  | 2     | 0    | RK Eurofarm Pelister   |
| 20 | GK   | Marko Kizikj          | 22 gennaio 2001 (21 anni)   | 1.90 m  | 0     | 0    | RK Eurofarm Pelister   |
| 21 | RW   | Aleksandar Petkovski  | 24 maggio 2004 (18 anni)    | 1.87 m  | 0     | 0    | RK Alkaloid            |
| 22 | RW   | Goce Georgievski      | 12 febbraio 1987 (35 anni)  | 1.85 m  | 120   | 280  | RK Vardar 1961         |
| 29 | LB   | Edvin Omeragikj       | 10 settembre 2002 (20 anni) | 1.96 m  | 0     | 0    | RK Alkaloid            |
| 31 | LB   | Mihajlo Mladenovikj   | 21 settembre 2000 (22 anni) | 1.94 m  | 0     | 0    | RK Alkaloid            |
| 33 | P    | Žarko Peševski        | 11 aprile 1991 (31 anni)    | 1.95 m  | 39    | 69   | RK Eurofarm Pelister   |
| 34 | RB   | Tomislav Jagurinovski | 19 agosto 1998 (24 anni)    | 1.88 m  | 0     | 0    | RK Tineks Prolet       |
| 38 | LB   | Ivan Djonov           | 15 luglio 1997 (25 anni)    | 1.95 m  | 0     | 0    | RK Tineks Prolet       |
| 42 | P    | Marko Stojkovikj      | 27 giugno 2003 (19 anni)    | 2.04 m  | 0     | 0    | RK Alkaloid            |
| 55 | LW   | Petar Atanasijevikj   | 9 luglio 2003 (19 anni)     | 1.95 m  | 0     | 0    | RK Eurofarm Pelister 2 |
| 77 | RB   | Martin Serafimov      | 3 marzo 2000 (22 anni)      | 1.88 m  | 7     | 1    | RK Alkaloid            |
| 79 | RB   | David Savrevski       | 11 settembre 2000 (22 anni) | 1.99 m  | 0     | 0    | RK Vardar 1961         |
| 88 | CB   | Pavle Atanasijevikj   | 9 luglio 2003 (19 anni)     | 1.95 m  | 2     | 2    | RK Eurofarm Pelister   |
| 92 | P    | Kostadin Petrov       | 30 marzo 1992 (30 anni)     | 1.90 m  | 0     | 0    | Þór Akureyri           |

### Norvegia
La squadra è stata annunciata il 12 Dicembre 2022.
Head coach:  Jonas Wille
| N. | Pos. | Nome                   | Data di nascita (età)       | Altezza | Pres. | Reti | Squadra                |
| -- | ---- | ---------------------- | --------------------------- | ------- | ----- | ---- | ---------------------- |
| 3  | DF   | Vetle Eck Aga          | 4 ottobre 1993 (29 anni)    | 1.90 m  | 21    | 2    | Kolstad Håndball       |
| 5  | CB   | Sander Sagosen         | 14 settembre 1995 (27 anni) | 1.95 m  | 139   | 708  | THW Kiel               |
| 6  | LW   | Sebastian Barthold     | 27 agosto 1991 (31 anni)    | 1.84 m  | 55    | 147  | Aalborg Håndbold       |
| 7  | CB   | Sander Øverjordet      | 8 aprile 1996 (26 anni)     | 1.97 m  | 37    | 32   | KIF Kolding            |
| 11 | P    | Petter Øverby          | 26 marzo 1992 (30 anni)     | 1.94 m  | 109   | 90   | THW Kiel               |
| 12 | GK   | Kristian Sæverås       | 22 giugno 1996 (26 anni)    | 1.97 m  | 55    | 3    | SC DHfK Leipzig        |
| 13 | LB   | Erik Thorsteinsen Toft | 14 novembre 1992 (30 anni)  | 1.92 m  | 16    | 41   | KIF Kolding            |
| 19 | RW   | Kristian Bjørnsen      | 10 gennaio 1989 (34 anni)   | 1.92 m  | 167   | 611  | Aalborg Håndbold       |
| 21 | P    | Magnus Gullerud        | 13 novembre 1991 (31 anni)  | 1.93 m  | 163   | 225  | Kolstad Håndball       |
| 23 | LB   | Gøran Johannessen      | 26 aprile 1994 (28 anni)    | 1.93 m  | 88    | 203  | SG Flensburg-Handewitt |
| 24 | CB   | Christian O'Sullivan   | 22 agosto 1991 (31 anni)    | 1.90 m  | 160   | 260  | SC Magdeburgo          |
| 26 | LB   | Simen Holand Pettersen | 8 aprile 1998 (24 anni)     | 1.92 m  | 17    | 28   | Skjern Håndbold        |
| 27 | RB   | Harald Reinkind        | 17 agosto 1992 (30 anni)    | 1.96 m  | 140   | 306  | THW Kiel               |
| 28 | CB   | Tobias Grøndahl        | 22 gennaio 2001 (21 anni)   | 1.83 m  | 10    | 18   | Elverum Håndball       |
| 30 | GK   | Torbjørn Bergerud      | 16 luglio 1994 (28 anni)    | 2.00 m  | 118   | 0    | Kolstad Håndball       |
| 32 | P    | Thomas Solstad         | 26 febbraio 1997 (25 anni)  | 1.90 m  | 24    | 35   | Bjerringbro-Silkeborg  |
| 44 | RW   | Kevin Gulliksen        | 9 novembre 1996 (26 anni)   | 1.85 m  | 73    | 139  | Frisch Auf Göppingen   |
| 71 | LW   | Alexander Blonz        | 17 aprile 2000 (22 anni)    | 1.83 m  | 55    | 101  | OTP Bank-Pick Szeged   |
| 77 | RB   | Magnus Abelvik Rød     | 7 luglio 1997 (25 anni)     | 2.03 m  | 69    | 144  | SG Flensburg-Handewitt |
| 98 | GK   | Emil Kheri Imsgard     | 6 marzo 1998 (24 anni)      | 1.97 m  | 6     | 0    | Elverum Håndball       |